# Fedótovo (Perm)
|  | Per a altres significats, vegeu «Fedótovo». |

Fedótovo (en rus: Федотово) és un poble del krai de Perm, a Rússia, que en el cens del 2010 tenia 35 habitants.